# Helius iris
Helius iris är en tvåvingeart som först beskrevs av Alexander 1920.  Helius iris ingår i släktet Helius och familjen småharkrankar.
Artens utbredningsområde är Uganda. Inga underarter finns listade i Catalogue of Life.